# Zambie na Letních olympijských hrách 1984
Zambie se účastnila Letní olympiády 1984 v americkém Los Angeles. Zastupovalo ji 16 mužů ve 3 sportech.

## Medailisté
| Medaile | Jméno       | Sport | Soutěž                        |
| ------- | ----------- | ----- | ----------------------------- |
| Bronz   | Keith Mwila | Box   | Muži váha lehká muší do 49 kg |